# Пёльсфельд
Пёльсфельд (нем. Pölsfeld) — община в Германии, районный центр, расположен в земле Саксония-Анхальт. 
Входит в состав района Зангерхаузен. Подчиняется управлению Альштедт-Кальтенборн.  Население составляет 383 человек (на 31 декабря 2013 года). Занимает площадь 11,59 км².